# 新时代

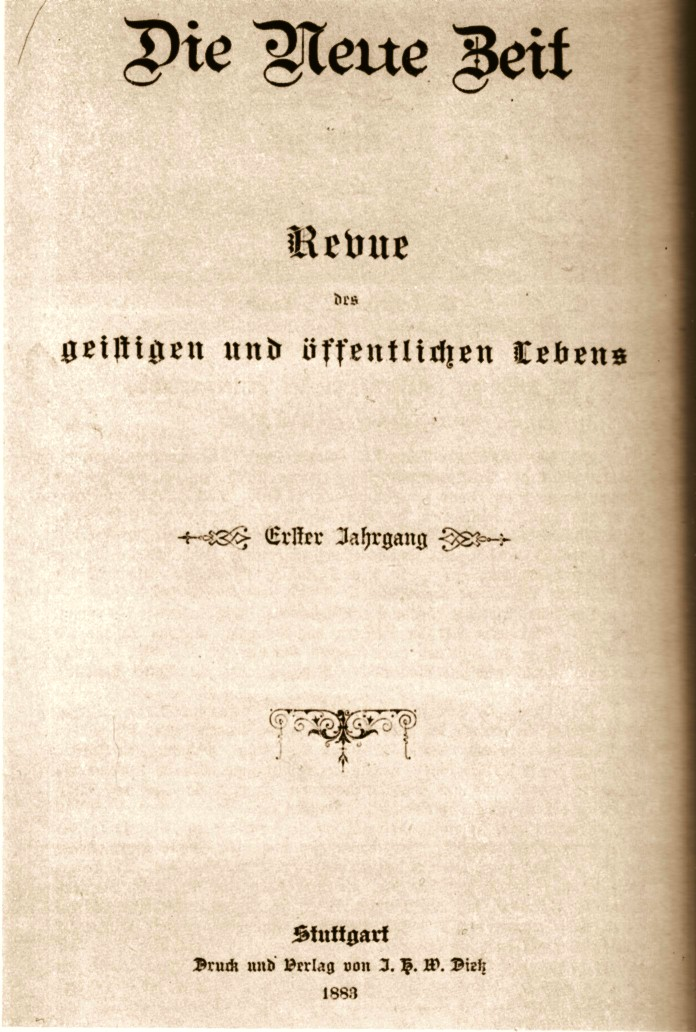
新纪元封面

新时代（德語：Die Neue Zeit）是德国社会民主党于1883年至1923年间出版的德国社会主义理论刊物，总部位于德国斯图加特。

## 知名撰稿人
- 爱德华·伯恩施坦（《社会主义的前提和社会民主党的任务》）
- 弗雷德里希·恩格斯（《论原始基督教的历史》）
- 马克思（《费尔巴哈和德国古典哲学的终结》）
- 卡爾·考茨基
- 安东尼·潘涅库克
- 鲁道夫·希法亭
- 威廉·李卜克内西
- 羅莎·盧森堡
- 弗兰茨·梅林
- 亚历山大·洛夫维奇·帕尔乌斯
- 格奥尔基·瓦连京诺维奇·普列汉诺夫
- 克里斯蒂安·拉科夫斯基
- 列夫·达维多维奇·托洛茨基